# Мяки, Артур Элденович
Артур Э́лденович Мя́ки (род. 1963) — российский политический и общественный деятель.

## Биография
В 1980 году окончил среднюю школу № 9 города Петрозаводска, начал трудовую деятельность на Онежском тракторном заводе фрезеровщиком.
Поступил на заочное отделение факультета промышленного и гражданского строительства Петрозаводского государственного университета, был призван в 1982 году на срочную службу в армию. После службы в армии, в 1984 году перевёлся на вечернее отделение лесоинженерного факультета ПетрГУ, работал на Онежском тракторном заводе.
В 1986—1991 годах — секретарь партийного комитета КПСС совхоза Ведлозерский, первый секретарь Пряжинского райкома ВЛКСМ. В 1989 году закончил вечернее отделение строительного факультета Петрозаводского государственного университета по специальности «инженер-механик».
Позднее окончил с отличием Московский институт международного права и экономики им. А.С.Грибоедова по специальности «юриспруденция».
В 1991—1998 годах — предприниматель, руководил рядом частных предприятий Петрозаводска.
В апреле 1998 года баллотировался на выборах в Законодательное собрание Республики Карелия. Был избран депутатом Палаты Республики — верхней палаты карельского парламента на постоянной основе. Был избран председателем комитета по экономической политике и бюджету (до декабря 1999 года). Вошёл в состав комитета по госустройству, вопросам местного самоуправления и национальной политике, комитета по экономической политике и бюджету.
С начала 1999 года — лидер Карельского регионального отделения общественно-политического движения «Новая сила».
В декабре 1999 года баллотировался на выборах в Государственную Думу РФ третьего созыва по Карельскому одномандатному округу № 16 от партии «Союз правых сил». 19 декабря 1999 года был избран.
В 2000 году на 3-м Всемирном Конгрессе Финно-угорских народов в Хельсинки был избран членом руководящего органа Конгресса, консультативного комитета. В течение четырех лет руководил направлением по экономическому сотрудничеству между Финно-угорскими странами и регионами.
В апреле 2002 года участвовал в выборах главы Республики Карелия. Занял второе место, набрав 14,05 % голосов.
Работал советником председателя Правления РАО «ЕЭС России».
С июля 2005 года — в ОАО «Межрегиональная распределительная сетевая компания Северо-Запада». В 2005—2007 годах — представитель по взаимоотношениям с органами государственной власти. В 2007 году возглавил департамент перспективного развития и технологического присоединения «МРСК Северо-Запада».
В 2010 году назначен председателем Госкомитета Республики Карелия по ценам и тарифам.
С 2017 г. — Генеральный Директор ООО «Газпром теплоэнерго Псков».
с 2020 г - Директор филиала в Республике Карелия ООО "Петербургтеплоэнерго"